# Stefan Boermans
Stefan Boermans (Hengelo, 13 december 1994) is een Nederlands beachvolleybalspeler. Met Yorick de Groot won hij in 2021 een zilveren medaille bij de Europese kampioenschappen en werd hij Nederlands kampioen.

## Carrière

### Zaal
Boermans speelde in de zaal onder meer bij Webton Hengelo en SV Dynamo.

### 2017 tot en met 2021
In 2017 was hij als beachvolleyballer met verschillende partners actief in de lagere divisies van de Nederlandse competitie. Het jaar daarop debuteerde hij met Casper Haanappel in de Nederlandse eredivisie en de FIVB World Tour. In de nationale competitie behaalden ze vier podiumplaatsen met een overwinning in Zaanstad als beste resultaat. In het mondiale circuit speelden ze een wedstrijd in Samsun waar ze op de derde plaats eindigden. Bij de NK in Scheveningen kwamen ze tot een zevende plaats. Het daaropvolgende seizoen vormde Boermans een team met Dirk Boehlé. In de eredivisie behaalden ze in negen wedstrijden vier overwinningen. Internationaal waren ze actief op zes toernooien en in Montpellier boekten ze hun eerste overwinning in de World Tour. Bij de NK won het duo zilver achter Alexander Brouwer en Christiaan Varenhorst.
Na begin 2020 op Langkawi nog een FIVB-toernooi met Boehlé gespeeld te hebben, wisselde Boermans van partner naar Yorick de Groot. Boermans en de Groot wonnen dat seizoen elk van de vier toernooien in de eredivisie waar ze aan deelnamen. Bij de NK eindigde het duo als tweede achter Jasper Bouter en Ruben Penninga. In 2021 begonnen ze met een drie-en-dertigste en een-en-veertigste plaats bij de World Tour-toernooien in Doha en Cancun. Bij de twee daaropvolgende wedstrijden in Cancun kwamen ze tweemaal tot een vijfde plaats. In Sotsji en Ostrava volgden respectievelijk een vijf-en-twintigste en negende plek. In eigen land verloren ze de finale van het Europees olympisch kwalificatietoernooi van Adrian Heidrich en Mirco Gerson. Vervolgens wonnen Boermans en De Groot het World Tour-toernooi van Gstaad en het eredivsietoernooi van Tilburg. Bij de Europese kampioenschappen in Wenen werden ze tweede nadat ze de finale van de olympisch kampioenen Anders Mol en Christian Sørum verloren hadden. Na afloop won het duo de nationale titel in Scheveningen ten koste van Thijmen Heemskerk en Erik Nijland. Met Sam van der Loo eindigde Boermans in september als tweede bij het internationale toernooi van Nijmegen.

### 2022 tot heden
In het voorjaar van 2022 namen Boermans en De Groot deel aan drie toernooien in de Beach Pro Tour – de opvolger van de World Tour. In Doha bereikten ze de halve finale. Het duo eindigde als vierde, nadat ze de troostfinale van Martin Ermacora en Moritz Pristauz uit Oostenrijk verloren hadden. In Tlaxcala en Rosarito kwamen ze niet verder dan de achtste finale. In mei viel De Groot uit door een hernia, waarna Boermans het seizoen met Matthew Immers verderging. Boermans en Immers deden in juni mee aan de wereldkampioenschappen in Rome. Daar bereikten ze de zestiende finale, waar ze in twee sets door Mol en Sørum verslagen werden. In de Beach Pro Tour speelde het tweetal zes toernooien. Ze wonnen het Challenge-toernooi van Agadir en eindigden als vierde bij het Elite16-toernooi van Hamburg. Bij de EK in München werden ze in de tussenronde uitgeschakeld door het Spaanse duo Pablo Herrera en Adrián Gavira.
Het seizoen daarop vormden Boermans en De Groot weer een team. Ze behaalden in Mexico een tweede plaats in La Paz en een vierde plaats in Tepic. Door een blessure kon Boermans een paar maanden niet volleyballen. In augustus keerde hij terug aan de zijde van De Groot. In aanloop naar de WK in Mexico namen ze deel aan de Elite16-toernooien van Hamburg en Parijs. In Hamburg kwam het duo niet verder dan de groepsfase en in Parijs bereikten ze de kwartfinale. Bij de WK bereikten ze de kwartfinale. Daar werden ze uitgeschakeld door de Zweden David Åhman en Jonatan Hellvig. Boermans en De Groot sloten het seizoen af met een derde plaats in João Pessoa.
In maart 2024 wonnen Boermans en De Groot in Doha het eerste toernooi van het seizoen door Åhman en Hellvig in de finale te verslaan. Een maand later bereikten ze in Tepic de kwartfinale waar ze door ziekte niet in actie kwamen. Bij de toernooien van Brasilia en Espinho strandde het duo respectievelijk in de achtste finale en de groepsfase. In juni behaalden Boermans en De Groot een derde plek in Stare Jabłonki en een tweede plaats in Ostrava. Daarmee plaatste het tweetal zich voor de Olympische Spelen in Parijs.

## Palmares
Kampioenschappen
- 2019:  NK
- 2020:  NK
- 2021:  EK
- 2021:  NK
- 2023: 5e WK

FIVB World Tour
- 2018:  1* Samsun
- 2019:  1* Montpellier
- 2021:  4* Gstaad
- 2021:  1* Nijmegen

Beach Pro Tour
- 2022:  Agadir Challenge
- 2023:  La Paz Challenge
- 2023:  Elite16 João Pessoa
- 2024:  Elite16 Doha
- 2024:  Stare Jabłonki Challenge
- 2024:  Elite16 Ostrava
- 2024:  Elite16 Hamburg